# Дългото сбогуване (филм)
„Дългото сбогуване“ (на английски: The Long Goodbye) е американски филм от 1973 година, криминален трилър на режисьора Робърт Олтмън по сценарий на Лий Бракет, базиран на едноименния роман от 1953 година на Реймънд Чандлър. Главните роли се изпълняват от Елиът Гулд, Нина ван Паланд, Стърлинг Хейдън, Марк Райдел.

## Сюжет
Връщайки се от нощно пътуване до магазин за котешка храна, Филип Марлоу (Елиът Гулд) открива близкия си приятел Тери Ленъкс (Джим Бутън) в апартамента му в Лос Анджелис. Ленъкс моли Марлоу за превоз до Тихуана, тъй като е в затруднено положение. Марлоу го пита за драскотини по лицето му.
На връщане от Мексико Марлоу е пресрещнат от двама полицейски детективи, които задават въпроси за Ленъкс и го арестуват, когато той отказва да отговори. По време на разпит Марлоу научава, че Ленъкс е обвинен в убийството на съпругата му Силвия. След като го държат в затвора за три дни, полицията освобождава Марлоу, когато разбира, че Ленъкс се е самоубил в Мексико. Марлоу не вярва, че Ленъкс е убил Силвия или себе си.
Айлийн Уейд наема Марлоу да намери изчезналия й съпруг, Роджър Уейд, писател алкохолик с писателска блокада. Неговият мачо, подобен на Хемингуей, се оказва саморазрушителен, което води до дни на изчезване от дома им в колонията Малибу. Марлоу посещава частна клиника за детоксикация на богати наркомани. Намирайки Роджър, той го връща у дома, научавайки, че семейство Уейд познават Ленъксови социално. Той подозира, че има още какво да се научи за тази връзка.
Гангстерът Марти Августин (Марк Райдел) разпитва Марлоу, изисквайки от него да изкашля $355 000, които Ленъкс е изпратил да достави в Мексико Сити. Августин унищожава лицето на приятелката си със счупена бутилка кока-кола, за да заплаши Марлоу. Марлоу посещава Уейдс и научава от Роджър, че Августин му дължи 50 000 долара.
Марлоу пътува до Мексико, където служители потвърждават подробностите за смъртта на Ленъкс. Той се връща на плажно парти в къщата на Уейд. Доктор Верингер (Хенри Гибсън) се появява и изисква плащане на 4400 долара от Роджър по сметката му от клиниката. Партито се разпада и Роджър отива в океана. Айлийн и Марлоу го преследват. Роджър изчезва и се предполага, че се е удавил. Айлийн казва на Марлоу, че Роджър е имал връзка със Силвия и може да я е убил. Марлоу предава това на полицията, която му казва, че вече знае, че Роджър се е срещнал със Силвия, преди да отиде в клиниката.
Марлоу получава прощално писмо, подписано с "Тери", с банкнота от 5000 долара в него. Той е доведен на среща с Августин, който моли всички да се съблекат. Портфейлът на Марлоу пада, разкривайки банкнотата от 5000 долара, която Августин предполага, че идва от плячката му. След това липсващите пари се доставят на Августин, който връща банкнотата от 5000 долара на Марлоу. Излизайки, Марлоу вижда Айлийн да се отдалечава с открития си Mercedes-Benz 450SL. Докато тича след нея, той е блъснат от кола и е настанен в болница. Събуждайки се, той получава миниатюрна хармоника от тежко превързан пациент в съседното легло. Връщайки се в Малибу, той открива, че къщата на Уейд е опакована от компания за недвижими имоти и Айлийн я няма.
Марлоу се завръща в Мексико, където се опитва да подкупи местен служител с банкнотата от 5000 долара. Мексиканецът признава, че им е било платено да фалшифицират самоубийството на Тери Ленъкс. Марлоу намира Тери в мексиканска вила. Тери признава, че е убил Силвия и че има връзка с Айлийн. Роджър открил аферата и я разкрил на Силвия, след което Тери я убил в хода на жесток спор. Тери злорадства, че вече никой не се интересува от случая, тъй като той е законно мъртъв и 350 000 долара са върнати на Августин.
Марлоу прострелва смъртоносно Тери. Докато се отдалечава, той минава покрай Айлийн, карайки да се срещне с Тери. Тя обръща глава, за да го погледне. Марлоу вади хармониката и свири на нея, докато се разхожда по пътя.

## В ролите
| Актьор             | Роля                       |
| ------------------ | -------------------------- |
| Елиът Гулд         | Филип Марлоу               |
| Нина ван Паланд    | Ейлин Уейд                 |
| Стърлинг Хейдън    | Роджър Уейд                |
| Марк Райдел        | Марти Огъстин              |
| Хенри Гибсън       | Д-р Верингер               |
| Дейвид Аркин       | Хари                       |
| Джим Бутън         | Тери Ленъкс                |
| Арнолд Шварценегер | Худ в кабинета на Августин |